# Giovanni Buora
Giovanni Buora di Antonio (Osteno, 1450 – 1513) è stato un architetto e scultore italiano.

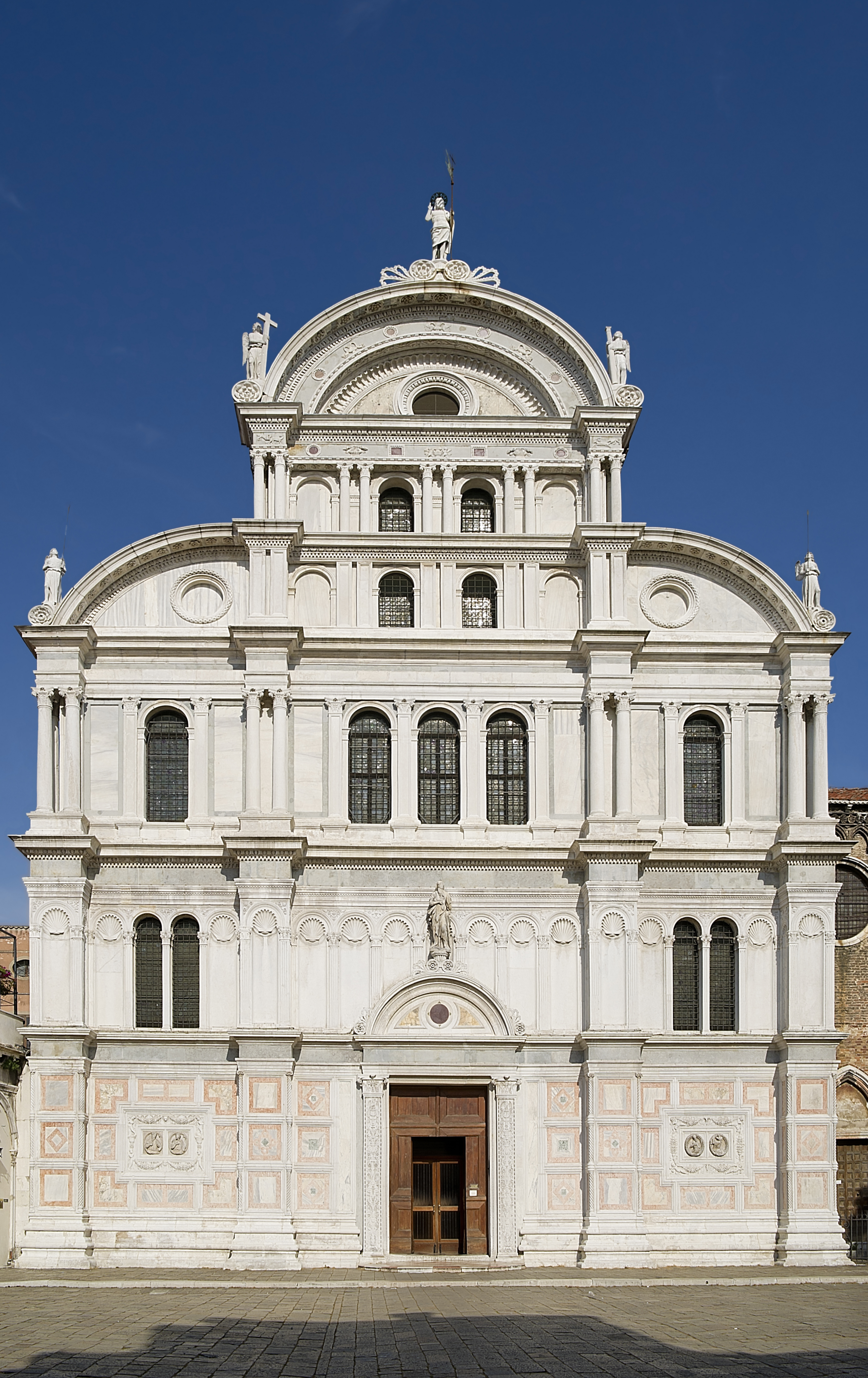
Venezia, Chiesa di San Zaccaria

Lavorò, sotto la direzione di Mauro Codussi, alla Chiesa di San Zaccaria di Venezia, alla Chiesa di San Michele in Isola, alla Scuola Grande di San Marco e alla Scuola Grande di San Giovanni Evangelista.
Fu l'architetto del Dormitorio del Monastero di San Giorgio Maggiore. Questo edificio era stato iniziato nel 1449 sotto l'abate Cipriano Rinaldini (1448 – 1456) e rimase interrotto per molti anni.
Nel 1476 e 1477 Giovanni Buora con Luca da Isola e Domenico Duca, scolpì i grandi capitelli con aquile nella Chiesa di San Zaccaria.
Nel 1488 inizia i lavori nella Chiesa di Santo Stefano per la realizzazione della tomba di Jacopo Surian, terminata nel 1493.
Nel Duomo della Beata Vergine Immacolata di Montebelluna scolpì agli inizi del Cinquecento le statue dei Dodici Apostoli insieme a Bartolomeo di Domenico Lombardo. A Venezia scolpì nello stesso periodo le lunette della facciata della Chiesa di Santa Maria dei Carmini.
I suoi due figli, Andrea e Antonio, furono anch'essi architetti.